# Rádio Nacional da Amazônia
Rádio Nacional da Amazônia é uma emissora de rádio brasileira, com sede em Brasília, no Distrito Federal. Opera em ondas curtas nas frequências de 6.180KHz, na faixa de 49 metros e 11.780KHz, na faixa de 25 metros, desde 1977.
A rádio faz parte da Rede Nacional de Rádio e seus transmissores estão localizados na região do Parque de Transmissão do Rodeador, em Brazlândia, cobrindo todo o território da Amazônia Legal e parte do território brasileiro, além de uma faixa internacional para o exterior

## História
A rádio foi criada em 1977, durante a Ditadura Militar, para levar informação e cultura para comunidades ribeirinhas e áreas de difícil acesso na Amazônia e no Nordeste do país, atendendo interesses sociais do governo federal na época. A partir daí, começou um projeto para levar a comunicação ao norte do país. Antes, durante o governo de Emílio Garrastazu Médici, a Radiobrás, antiga empresa pública que administrava a Rádio Nacional, instalou na região de Brazlândia, a 40 km da capital federal, uma área conhecida como Parque do Rodeador, na Chapada do Rodeador para levar o sinal da rádio e também da extinta TV Nacional. O parque possui transmissores de até 147 metros de altura com um conjunto de quatro antenas de ondas médias e curtas. O parque é considerado o maior parque de transmissão da América Latina.
Nos anos 1980, durante o governo de José Sarney, a Radiobrás chegou a ter diversas emissoras de rádio na região norte que fazia parte da cobertura do sinal da rádio. Entretanto, com a crise econômica da época, grande parte dessas rádios foram privatizadas ou desligadas, sendo encerradas durante o governo do presidente Sarney.
Em 2006, durante o governo de Luiz Inácio Lula da Silva, foi criada a Rádio Nacional do Alto Solimões, em Tabatinga, no Amazonas. A rádio passou a cobrir as fronteiras do Brasil com o Peru e a Colômbia.
Em outubro de 2007, o presidente Lula assinou um decreto no Diário Oficial da União, incorporando todos os meios de comunicação da Radiobrás e da ACERP, mantedora da extinta TVE Brasil e da Rádio MEC no Rio, criando assim a Empresa Brasil de Comunicação. As emissoras da Rádio Nacional só foram incorporadas ao novo órgão público no ano seguinte, incluindo a Nacional da Amazônia.

## Prêmios

#### Prêmio Vladimir Herzog de Anistia e Direitos Humanos
| Ano  | Obra                                  | Veículo de mídia           | Autor        | Resultado |
| ---- | ------------------------------------- | -------------------------- | ------------ | --------- |
| 2012 | "Crimes contra indígenas da ditadura" | Rádio Nacional da Amazônia | Maíra Heinen | Venceu    |